# Nowoczerkasskoje (obwód moskiewski)
Nowoczerkasskoje (ros. Новочеркасское) – wieś (dieriewnia) w Rosji, w obwodzie moskiewskim, w rejonie woskriesieńskim. W 2010 liczyła 34 mieszkańców.